# Crouy-en-Thelle
 Crouy-en-Thelle  es una población y comuna francesa, en la región de Picardía, departamento de Oise, en el distrito de Senlis y cantón de Neuilly-en-Thelle.

## Demografía
| 361 | 380 | 353 | 721 | 869 | 988 |
| Para los censos de 1962 a 1999 la población legal corresponde a la población sin duplicidades (Fuente: INSEE [Consultar]) |     |     |     |     |     |